# Tháng 3 năm 2013
Tháng 3 năm 2013 bắt đầu vào Thứ Sáu và kết thúc sau 31 ngày vào Chủ Nhật.

## Chủ đề:Thời sự
| 21 tháng 03, 2025 - Tổng thống Tchad Idriss Deby loan tin quân đội Tchad hạ sát được thủ lãnh Abou Zeid của al-Qaida tại Bắc Mali. |

- Tổng thống Venezuela đương nhiệm Hugo Chávez qua đời  ở tuổi 58 vì bệnh ung thư.

|}
- Hồng y Jorge Bergoglio người Argentina được bầu làm Giáo hoàng Phanxicô của Giáo hội Công giáo Rôma.

|}
- Tổng Bí thư Tập Cận Bình được bầu giữ thêm chức Chủ tịch Cộng hòa Nhân dân Trung Hoa.

|}
- Kiến trúc sư người Nhật Ito Toyo được trao Giải thưởng Pritzker.

|}
- Tổng thống đương nhiệm của Bangladesh Zillur Rahman qua đời ở tuổi 84.

|}
- Nhà văn người Nigeria Chinua Achebe qua đời ở tuổi 82.

|}
|valign="top"  style="width:250px"|
|}